# Historia del Real Club Deportivo de La Coruña (1957-1973)

## 1957 - 1973. El equipo ascensor

### Temporada 1957 - 1958
- Decimotercera en Segunda División.
- Se salva del descenso a Tercera al derrotar al Levante UD en la promoción.
- Se celebran las "bodas de oro" del Deportivo.
- Presidente: José Luis Pérez-Cepeda Piñeyro, Feliciano Gómez Pedreira. Entrenador: Roberto Rodríguez Ozores, Carlos Iturraspe Cuevas.

### Temporada 1958 - 1959
- Séptimo clasificado.
- Debutan tres nuevos jugadores: Amancio,[1] Reija y Veloso.[2]
- Presidente: Feliciano Gómez Pedreira, Miguel Osset Acosta. Entrenador: Eduardo Toba Muíño, Ernesto Pons, Juan Hilario Marrero Pérez.

### Temporada 1959 - 1960
- Cuarto en la clasificación, rozando los puestos de promoción de ascenso a Primera.
- Presidente: Jesús Cebrián Brizuela. Entrenador: Jesús Barrio Álvarez.

### Temporada 1960 - 1961
- Tercero en la clasificación, es eliminado en la promoción de ascenso.
- Presidente: Jesús Cebrián Brizuela. Entrenador: Jesús Barrio Álvarez.

### Temporada 1961 - 1962
- Nuevo ascenso a Primera División como campeón de la Segunda División.
- Amancio Amaro es fichado por el Real Madrid.
- Se acuña el término de "equipo ascensor".
- Presidente: Jesús Cebrián Brizuela. Entrenador: Juan Ochoantozana Milicua.

### Temporada 1962 a 1973
- El equipo asciende y desciende de categoría prácticamente cada temporada, exceptuando dos ocasiones en las que se mantiene en Primera División durante 2 años, antes de volver a descender.
- Cuatro de los cinco ascensos a Primera División se producen como campeón.
- Alcanza en tres ocasiones los cuartos de final de la Copa del Rey.
- En estos años forman parte del club jugadores como Reija, Luis, Piño, Sertucha, Pellicer o Beci.[3]

| Predecesor: Consolidación en Primera y década de oro | El equipo ascensor De 1957 a 1973 | Sucesor: Los peores años |